# Notre-Dame-de-Mésage
Notre-Dame-de-Mésage is een gemeente in het Franse departement Isère (regio Auvergne-Rhône-Alpes). De plaats maakt deel uit van het arrondissement Grenoble. Notre-Dame-de-Mésage telde op 1 januari 2022 1.117 inwoners. 

## Geografie
De oppervlakte van Notre-Dame-de-Mésage bedroeg op 1 januari 2022 4,53 vierkante kilometer; de bevolkingsdichtheid was toen 246,6 inwoners per km².

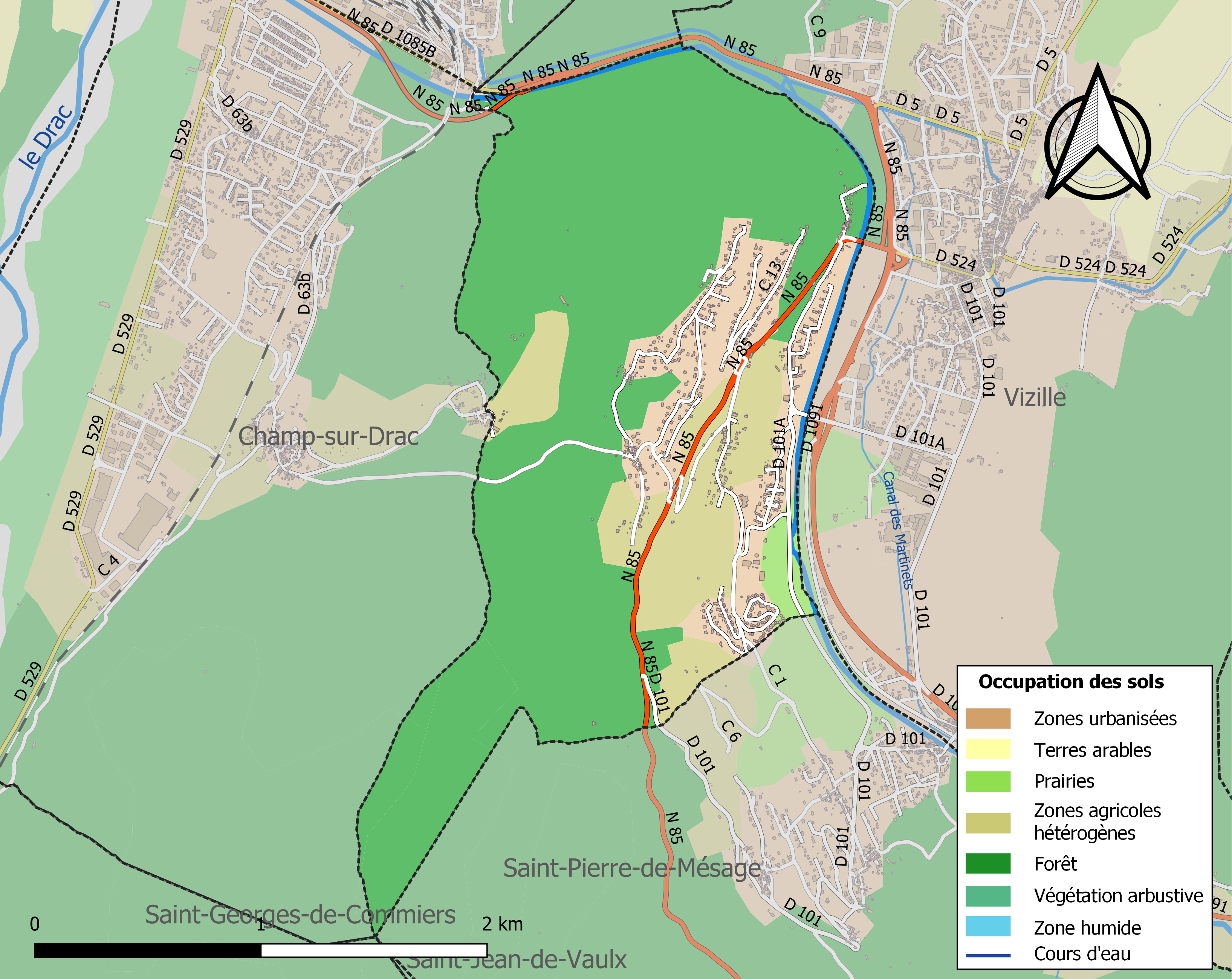
Kaart van de gemeente met de belangrijkste infrastructuur, bodemgebruik en omliggende gemeenten

## Demografie
Onderstaande figuur toont het verloop van het inwonertal (bron: INSEE-tellingen).